# فرودگاه رنل-تینگوا
 فرودگاه رنل-تینگوا (به انگلیسی: Rennell/Tingoa Airport) یک فرودگاه با کد یاتا RNL است . این فرودگاه در کشور جزایر سلیمان قرار دارد .